# 守田有秋
守田 有秋（もりた ゆうしゅう、1882年3月5日 - 1954年1月28日）は、日本の翻訳家、著述家、編集者。

## 略歴
岡山県出身。本名は文治。東京専門学校中退。
1900年山川均と創刊した雑誌『青年の福音』で皇太子の結婚を論じ、不敬罪で3年間入獄。のち東京二六新聞記者となる。
1927年7月、書籍『世界各国著名文書集』（解放社）が発売禁止処分を受ける。

## 著書
- 『通俗日露戦争史』（商工之日本社） 1907
- 『自然と人』（博盛堂） 1910
- 『兄と妹』（日吉堂） 1912
- 『一語千金 金言一万集』（編、日吉堂本店） 1915
- 『木の葉のさゝやき』（日吉堂） 1915
- 『瑞西より』（日吉堂本店） 1918
- 『破滅より新生へ』（守田文治名義、小西書店） 1924
- 『石に打たるゝ女』（一人社） 1925
- 『自由恋愛と社会主義』（文化学会出版部） 1925、のち日本図書センター 2002
- 『自由恋愛秘話』（平凡社） 1930
- 『変態性慾秘話』（平凡社） 1930
- 『燃ゆる伯林』（平凡社） 1930
- 『同性愛の研究』（人生創造社） 1931
- 『戦争随筆』（人文書院） 1938

### 共著
- 『カアライル・エマアスン』（田中王堂共著、東方出版、 世界文学大綱） 1926

## 翻訳
- 『アントニイとクレオパトラ』（セーキスピーア、日吉堂、名著叢書） 1914
- 『一千一夜物語 アラビヤンナイト』（日吉堂本店、名著文庫） 1914
- 『オセロー』（セーキスピーア、大川屋書店 名著叢書） 1914
- 『星の世界に』（レオニイド・アンドレエエフ、日吉堂本店、名著叢書） 1914
- 『マグダ 一名・故郷』（ヘルマン・ズーデルマン、日吉堂、名著叢書） 1914
- 『ヱレクトラ姫 女ハムレツト』（ホフマンスタール、集栄館、泰西傑作叢書） 1923
- 『独逸抒情詩集』（訳、紅玉堂書店） 1926
- 『北極と赤道 探検物語』（スエン・ヘデイン、平凡社） 1926
- 『ユートピア全集』（編、解放社） 1927
- 『世界各國著名文書集』（守田文治名義、解放社） 1927
- 『世界革命婦人列伝』（編、解放社） 1929